# Єлисєєва Наталія Григорівна
Наталія Григорівна Єлисєєва (25 серпня 1927, місто Тетюші, Татарська АРСР, РСФРР, СРСР — 12 січня 2015, Санкт-Петербург, Російська Федерація) — радянська діячка, заступник голови Ленінградського міськвиконкому, 1-й секретар Невського районного комітету КПРС міста Ленінграда. Член Центральної Ревізійної комісії КПРС у 1971—1976 рр. Кандидат у члени ЦК КПРС у 1976—1981 рр.

## Життєпис
У 1950 році закінчила технологічний факультет Ленінградського текстильного інституту імені Кірова, інженер-технолог.
У 1950—1956 роках — майстер, інженер-технолог, інженер зміни Ленінградської ткацької фабрики «Рабочий».
Член КПРС з 1954 року.
У 1956—1957 роках — начальник цеху, в 1957—1960 роках — голова профспілкового фабричного комітету, в 1960—1963 роках — секретар партійного комітету Ленінградської ткацької фабрики «Рабочий».
У 1963—1968 роках — секретар, 2-й секретар Невського районного комітету КПРС міста Ленінграда.
У жовтні 1968 — серпні 1974 року — 1-й секретар Невського районного комітету КПРС міста Ленінграда.
У серпні 1974 — 1986 року — заступник голови виконавчого комітету Ленінградської міської ради народних депутатів.
З 1986 року — персональний пенсіонер союзного значення в місті Ленінграді.
У 1986—1992 роках — голова Ленінградського відділення Союз радянських товариств дружби і культурного зв'язку із зарубіжними країнами. З 1992 року — голова правління Російської громадської організації «Санкт-Петербурзька асоціація міжнародного співробітництва».
Померла 12 січня 2015 року в місті Санкт-Петербурзі.

## Нагороди і звання
- орден Жовтневої Революції
- орден Трудового Червоного Прапора
- орден Дружби народів
- орден «Знак Пошани»
- медалі